# Jason Lewis
Jason Lewis (Newport Beach, Califórnia, 25 de junho de 1971) é um ator e modelo norte-americano. Ele se tornou mundialmente conhecido após interpretar Jerry "Smith" Jerrod na série Sex and the City.

## Biografia
Lewis nasceu em Newport Beach, Califórnia, filho de Nancy, uma enfermeira, e Lewis Gregory, um juiz; os dois estão divorciados. Ele tem três irmãos, Sean, Katie e Nicole. Na adolescência frequentou a Los Alamitos High School, em Los Alamitos, na Califórnia. Ele freqüentou a faculdade na San Diego State University, em San Diego, Califórnia, onde se tornou um membro da Fraternidade Upsilon Delta. Seus colegas de fraternidade incluem Marc Iadanza (filho de Tony Danza) e Jack Gilardi Jr. (filho de Annette Funicello e Gilardi Jack). Após a faculdade, ele começou como modelo, primeiro em Paris e depois com status de estrela em Milão no final de 1990 para alguns dos maiores nomes da moda, incluindo Guess, Tommy Hilfiger e Hugo Boss.

## Carreira
Lewis apareceu em Beverly Hills, 90210 em 1997, interpretando um interesse amoroso da personagem de Valerie (Tiffani-Amber Thiessen), mas seu papel mais proeminente até o momento foi em Sex and the City, onde ele era um membro bastante regular do elenco da série em sua última temporada como o garçom que vira o jovem ator Smith Jerrod, o único homem sincero com Samantha. Ele reprisou o papel em Sex and the City: The Movie e na sua seqüência.
Lewis tem aparecido em vários filmes: My Bollywood Bride, uma comédia romântica de Bollywood, onde Jason interpreta o protagonista junto a atriz Kashmira Shah, e Mr. Brooks, um thriller, onde interpreta o oposto a Demi Moore e Kevin Costner. Ele também é conhecido na Europa por interpretar o galã do anúncio Suflair para Aero Bubbles.
Depois de aparecer no drama sobrenatural da WB Charmed, onde desempenhou o papel recorrente de Dex Lawson, um interesse amoroso (e marido breve) de Phoebe Halliwell (Alyssa Milano), foi anunciado em 5 de dezembro de 2006, de que ele seria ator convidado nos próximos episódios de Brothers & Sisters como um interesse amoroso possível para o personagem Kevin Walker de Matthew Rhys. Ele assinou para fazer sete episódios para interpretar Chad Barry, um gay enrustido e ator de ópera que acha difícil tentar desenvolver um relacionamento com Kevin, mantendo seu segredo longe da imprensa de Hollywood. Ele reprisou o papel em um episódio em Abril de 2009. Ele também desempenhou um ator de novela no episódio "Living the Dream" de House, M.D.. Lewis aparece e é destaque na capa da edição-limitada do livro de mesa de café ("About Face") tirada pelo fotógrafo de celebridades John Russo e publicada pela Pixie Press Worldwide.
Lewis é um defensor da comunidade LGBT. Em 10 de maio de 2008, Lewis participou da GLAAD Media Awards, uma cerimônia que "reconhece e homenageia as representações justas, rigorosas e inclusivas da comunidade LGBT e de questões que afetam as suas vidas nos meios de comunicação".
Lewis reprisou seu papel como Smith Jerrod em Sex and the City 2. Participou do episódio "The Wedding Bride" de How I Met Your Mother como uma estrela de um filme de ficção dentro da série. Também estrelou o filme Textuality A.K.A. "Sexting" de 2011.

## Filmografia
| Ano       | Título                                                 | Papel                            | Notas                                             |
| --------- | ------------------------------------------------------ | -------------------------------- | ------------------------------------------------- |
| 1995      | High Sierra Search and Rescue                          | Flynn Norstedt                   | Papel recorrente 1ª Temporada (6 episódios)       |
| 1997      | Beverly Hills, 90210                                   | Rob Andrews                      | Papel recorrente 7ª Temporada (4 episódios)       |
| 1998      | Next Stop Wonderland                                   | Rory                             | Primeiro filme                                    |
| 1999      | Kimberly                                               | Scott                            | Filme                                             |
| 2000      | The King's Guard                                       | William                          | Filme                                             |
| 2001      | The Elite                                              | Jason                            | Filme                                             |
| 2003      | CSI: Miami                                             | Jimmy Hutton                     | "Grand Prix"                                      |
| 2003–2004 | Sex and the City                                       | Smith Jerrod                     | Papel recorrente 6ª Temporada (16 episódios)      |
| 2004      | The Vision                                             | Blake                            | Curta                                             |
| 2005      | The Jacket                                             | Oficial Harrison                 | Filme                                             |
| 2005      | Charmed                                                | Dex Lawson                       | Papel recorrente 8ª Temporada (6 episódios)       |
| 2006      | Brothers & Sisters                                     | Chad Barry                       | Papel recorrente 1ª e 3ª Temporadas (8 episódios) |
| 2006      | O Sótão                                                | Trevor                           | Filme                                             |
| 2006      | My Bollywood Bride                                     | Alex                             | Filme                                             |
| 2006      | For One Night                                          | Mark Manning                     | Filme para televisão                              |
| 2006      | The Evidence                                           | Inspetor Rourke / Oficial Rourke | TV                                                |
| 2007      | Mr. Brooks                                             | Jesse Vialo                      | Filme                                             |
| 2007      | Six Degrees                                            | Todd                             | TV 1ª Temporada (Episódio 8)                      |
| 2007      | The Death and Life of Bobby Z                          | Bobby Z                          | Filme                                             |
| 2007      | Lucifer                                                | Lúcifer                          | Curta-metragem                                    |
| 2007      | Deadbox                                                | Aaron                            | Filme                                             |
| 2008      | The Attic                                              | John Trevor                      | Filme                                             |
| 2008      | Sex and the City: The Movie                            | Smith Jerrod                     | Filme                                             |
| 2008      | House                                                  | Dr. Brock Sterling / Evan Greer  | TV                                                |
| 2008      | Mogli a pezzi                                          |                                  | TV                                                |
| 2008      | CSI: Crime Scene Investigation                         | Craig Hess                       | TV                                                |
| 2009      | Tribute                                                | Ford Sawyer                      | Filme para televisão                              |
| 2009      | The Eastmans                                           | Rick Green                       | Filme para televisão                              |
| 2009      | Rick & Steve: The Happiest Gay Couple in All the World | Manfred Dax                      | TV                                                |
| 2009      | So che ritornerai                                      | Tom                              | TV                                                |
| 2010      | Love Bites                                             |                                  | TV                                                |
| 2010      | How I Met Your Mother                                  | Movie Tony                       | TV                                                |
| 2010      | Sex and the City 2                                     | Smith Jerrod                     | Filme                                             |
| 2010      | Idiots                                                 | Apple Juice Boy                  | Curta                                             |
| 2010      | The Pardon                                             | Cowboy                           | Filme                                             |
| 2011      | Textuality A.K.A. "Sexting"                            | Breslin                          | Filme                                             |